# Formel 3000 1997
Formel 3000-säsongen 1997 kördes över tio omgångar, varav tre som supportklass till formel 1.

## Delsegrare
| Datum        | Bana              | Vinnare            |
| ------------ | ----------------- | ------------------ |
| 11 maj       | Silverstone       | Tom Kristensen     |
| 19 maj       | Pau               | Juan Pablo Montoya |
| 25 maj       | Helsingfors       | Soheil Ayari       |
| 29 juni      | Nürburgring       | Ricardo Zonta      |
| 20 juli      | Enna-Pergusa      | Jamie Davies       |
| 26 juli      | Hockenheim        | Ricardo Zonta      |
| 3 augusti    | A1-Ring           | Juan Pablo Montoya |
| 22 augusti   | Spa-Francorchamps | Jason Watt         |
| 29 september | Mugello           | Ricardo Zonta      |
| 25 oktober   | Jerez             | Juan Pablo Montoya |

## Slutställning
| Plats | Förare             | Poäng |
| ----- | ------------------ | ----- |
| 1     | Ricardo Zonta      | 39    |
| 2     | Juan Pablo Montoya | 37.5  |
| 3     | Jason Watt         | 25    |
| 4     | Jamie Davies       | 22    |
| 5     | Max Wilson         | 20    |
| 6     | Tom Kristensen     | 19    |
| 7     | Oliver Tichy       | 14    |
| 8     | Soheil Ayari       | 12    |
| 9     | Laurent Redon      | 10    |
| 10    | Rui Águas          | 6     |